# Phaëton (Oper)
Phaëton oder Phaéton ist eine Oper (Originalbezeichnung: „Tragédie en musique“, LWV 61) in einem Prolog und fünf Akten von Jean-Baptiste Lully auf ein Libretto von Philippe Quinault. Es verarbeitet eine Geschichte aus den Metamorphosen des römischen Dichters Ovid. Die Uraufführung fand am 6. Januar 1683 in Versailles statt.

## Inhalt

### Prolog
Gärten von Astrées Palast
Die Götter Astrée und Saturne hoffen auf ein neues Goldenes Zeitalter auf Erden, da ein neuer Held (König Ludwig XIV.) erschienen ist. Sie kündigen eine Feier zu dessen Ehren an.

### Kurzfassung der Tragödie
Erster Akt. Libye, die Tochter des ägyptischen Königs Merops, und Théone, die Tochter des Meeresgottes Protée, werden vorgestellt. Beide sind unglücklich: Libye liebt Epaphus, und Théone liebt Phaëton, den Sohn von Clymène, der Ehefrau des Merops. Théone fühlt sich von Phaëton vernachlässigt, Libye hat Angst vor einer Entscheidung ihres Vaters: Merops will nämlich noch am selben Tag seinen Nachfolger ernennen, der ihr Gatte werden soll. Es wird schnell klar, dass Phaëton Merops’ Nachfolger sein will und dies auch wird. Clymène überzeugt ihren Bruder, den Meeresgott Triton, seinen Untergebenen Protée zu zwingen, sich über das Schicksal Phaëtons zu äußern. Dieser sagt Phaëton ein schreckliches Ende voraus.
Zweiter Akt. Clymène berichtet Phaëton von Protées Weissagung, doch dieser glaubt ihr nicht. Er ist zuversichtlich und voller Ehrgeiz. Théone und Libye sind unglücklich, die eine über den Verlust Phaëtons, die andere über die Zwangsheirat mit Phaëton.
Dritter Akt. Phaëton und Gefolge gehen zum Tempel der Isis, um Opfergaben zu bringen.  Epaphus kann die Entscheidung des Merops nicht akzeptieren und bezweifelt, dass Phaëton Sohn Le Soleils, des Sonnengotts, ist. Er ruft außerdem seine Mutter Isis an, den Frevel zu unterbinden: Die Pforten des Tempels schließen sich, um sich danach als Tor der Unterwelt wieder zu öffnen und die Versammlung zu verschrecken. Phaëton bleibt standhaft und zwingt seine Mutter, die Vaterschaft Le Soleils zu bezeugen. Daraufhin wird Phaëton von Winden zum Palast des Sonnengotts getragen.
Vierter Akt. Lobpreisungen an Le Soleil durch die Jahreszeiten und die Stunden des Tages, anschließend ein Gespräch zwischen Le Soleil und Phaëton, bei der Le Soleil voll zu seinem Sohn steht. Phaëton wird zum Beweis seiner Abstammung ein Wunsch gewährt: Er will den Sonnenwagen lenken. Sein Vater versucht ihn im Anblick der Gefahr davon abzubringen, scheitert aber und muss seinem Sohn schließlich das Versprechen gewähren.
Fünfter Akt. Phaëton auf dem Sonnenwagen. Erst Begeisterung bei den Bewohnern der Erde, dann, nachdem klar wird, dass Phaëton die Kontrolle über den Sonnenwagen verliert, Entsetzen und Chaos. Jupiter rettet die Erde, indem er Phaëton und den Sonnenwagen mit einem Blitz zerschmettert.

### Erster Akt
Ein Garten im Vordergrund, eine Grotte in der Mitte und das Meer in der Ferne
Szene 1. Libye, die Tochter des ägyptischen Königs Merops, sehnt sich nach dem „ruhigen Glück“ zurück, das sie einst empfand (Libye: „Heureuse une âme indifférente“).
Szene 2. Ihre Freundin Théone, Tochter des hellseherischen Meeresgottes Protée, kommt hinzu, und beide klagen einander ihr Liebesleid. Libye liebt Epaphus, hat jedoch als Prinzessin kein Recht auf eine freie Wahl. Ihr Vater will noch heute seinen Nachfolger als Herrscher ernennen, der zugleich ihre Hand erhalten wird. Théone leidet unter der zunehmenden Gleichgültigkeit ihres Geliebten Phaëton.
Szene 3. Phaëton versichert Théone, dass er sie unverändert liebe. Théone glaubt ihm nicht, denn ihr Vater hat ihr wiederholt ihren jetzt empfundenen Kummer vorausgesagt.
Szene 4. Clymène erzählt ihrem Sohn Phaëton, dass er Aussichten habe, vom König zum Thronfolger ernannt zu werden. Sie rät ihm, sich von Théone zu trennen, damit ihm seine Liebe nicht im Weg stehe. Der ehrgeizige Phaëton stimmt zu, denn Thron und Ruhm bedeuten ihm mehr als die Liebe. Clymène beschließt, Protée über das Schicksal ihres Sohnes zu befragen.
Szene 5. Begleitet von der Herde Neptuns und Meeresgöttern steigt Protée aus dem Meer. In seinem Gesang warnt er vor den Qualen der unglücklichen Liebenden, die er mit einem Schiffbruch im Sturm vergleicht (Protée: „Prenez soin sur ces bords“). Er schläft in einer Grotte ein, während sich seine Herde am Ufer zerstreut.
Szene 6. Als Clymène den schlafenden Protée erblickt, ruft sie ihren Bruder, den Meeresgott Triton, zu ihrer Unterstützung herbei.
Szene 7. Triton und weitere Meeresgötter entsteigen tanzend und auf Instrumenten spielend dem Meer. Sie wecken Protée, damit er an ihren Vergnügungen teilnimmt. Triton bittet ihn, Clymènes Wunsch nach einer Weissagung zu erfüllen. Protée weigert sich mit der Begründung, dass sich um seine Herde kümmern und über das Schicksal schweigen müsse. Um den anderen zu entkommen, verwandelt er sich nacheinander in einen Löwen, einen Baum, ein Meeresungeheuer, einen Brunnen und eine Flamme. Tritons Anhänger verfolgen ihn dabei permanent.
Szene 8. Nachdem Protée wieder seine normale Gestalt angenommen hat, zwingt ihn Triton zu der Prophezeiung. Er sagt Phaëton ein schreckliches Ende durch einen Sturz voraus (Protée: „Le sort de Phaëton“). Selbst sein göttlicher Vater werde ihn nicht retten können. Triton und Clymène sind entsetzt.

### Zweiter Akt
Für eine große Zeremonie geschmückter Saal im Palast des Königs von Ägypten
Szene 1. Clymène warnt ihren Sohn Phaëton vor seinem bevorstehenden Untergang und bittet ihn, auf die Hochzeit mit Libye zu verzichten. Phaëton versucht sie damit zu beruhigen, dass Protées Weissagung durch dessen persönliches Interesse für seine Tochter Théone geprägt sei. Außerdem ziehe er einen glanzvollen Tod einem ruhmlosen Leben vor. Clymène hofft, dass Théone ihn noch umstimmen kann. Als sie diese kommen sieht, zieht sie sich zurück, um die beiden allein zu lassen. Phaëton folgt ihr jedoch.
Szene 2. Théone klagt über die Gefühlskälte Phaëtons (Théone: „Il me fuit l’inconstant“).
Szene 3. Libye wartet sorgenvoll auf die Entscheidung ihres Vaters. Die beiden Frauen beklagen gemeinsam ihre verlorene Freiheit und die Grausamkeit Amors.
Szene 4. Traurig überbringt Epaphus seiner Geliebten Libye die Nachricht, dass ihr Vater Phaëton als ihren Gatten erwählt hat. Beide bedauern zutiefst, dass sie nicht zusammenkommen können (Libye/Epaphus: „Que mon sort serait doux“).
Szene 5. Merops ernennt vor dem versammelten Volk und den tributpflichtigen Königen aus Äthiopien und Indien Phaëton, den „Sohn der Sonne“, zu seinem Nachfolger und Schwiegersohn. Alle zeigen ihre Freude in Tänzen und Jubelrufen für Phaëton.

### Dritter Akt
Vor dem Tempel der Isis
Szene 1. Phaëton erklärt der traurigen Théone, dass es sein Schicksal sei, über die Erde zu herrschen (Théone: „Ah Phaëton, est-il possible“). Seine Verbindung mit der Prinzessin habe nichts mit Liebe zu tun. Obwohl er sich selbst für ihre Tränen unwürdig erklärt, verflucht ihn Théone in einem Anflug von Zorn und fordert die Götter auf, ihn zu stürzen. Sie bereut dies unmittelbar darauf wieder.
Szene 2. Phaëton bedauert Théones Leid, kann jedoch nicht mehr auf die Liebe hören. Er will nun dem ägyptischen Brauch Genüge tun und der Göttin Isis huldigen.
Szene 3. Epaphus fühlt sich durch Phaëton verhöhnt, da Isis seine eigene Mutter ist. Er warnt ihn vor der Rache seines Vaters Jupiter. Phaëton fühlt sich allerdings auf der Siegerseite und verweist auf die Macht seines eigenen Vaters Le Soleil, der Sonne. Nach einem kurzen Streit, welcher der beiden Väter die größere Macht habe, äußert Epaphus Zweifel daran, dass sein Rivale wirklich der Sohn Le Soleils ist. Dies sei lediglich eine unbewiesene Behauptung seiner Mutter.
Szene 4. Die feierliche Isis-Zeremonie soll in Anwesenheit der tributpflichtigen Könige und Angehöriger der verschiedenen Völker stattfinden. Einige auserwählte junge Ägypter und Ägypterinnen nähern sich mit ihren Opfergaben tanzend dem Tempel. Merops, Clymène, das Volk und die Priesterinnen rufen im Wechsel die Göttin an. Plötzlich erscheint der wütende Epaphus und weist seine Mutter darauf hin, dass die Geschenke aus der Hand desjenigen stammen, der ihn gekränkt habe. Daraufhin schließen sich die Tempeltore wie von Zauberhand. Phaëton fordert seine Leute auf, sie gewaltsam wieder zu öffnen. Epaphus dagegen ruft Isis zur Rache an.
Szene 5. Die Pforten öffnen sich wieder, doch anstelle des prächtigen Tempelinneren befindet sich dahinter ein furchterregender Höllenschlund, aus dem Flammen lodern. Geister und Furien dringen heraus, zerstören die Opfergaben und vertreiben die Versammlung. Phaëton allerdings bleibt standhaft, und seine Mutter Clymène will ihn nicht verlassen.
Szene 6. Phaëton erzählt seiner Mutter von der Behauptung Epaphus’, dass Le Soleil nicht wirklich sein Vater sei, und fordert sie auf, Beweise für seine Abstammung zu liefern. Sie schwört ihm im Namen der Sonne, dass sie die Wahrheit gesprochen habe (Clymène: „Vous êtes son fils, je le jure“). Winde treten aus einer Wolke hervor und führen Phaëton zum Sonnenpalast.

### Vierter Akt
Palast von Le Soleil
Szene 1. Die Stunden des Tages, die Jahreszeiten und ihr Gefolge preisen den lichtspendenden Gott. Le Soleil fordert sie auf, ihren Jubel zum Empfang seines Sohnes Phaëton zu verdoppeln.
Szene 2. Nach weiteren Lobgesängen (Chor: „Dans ce palais“) heißt Le Soleil seinen Sohn willkommen und bestätigt ihm mit liebevollen Worten, dass er sein Vater ist. Zur Bekräftigung schwört er beim Styx, ihm einen beliebigen Wunsch zu erfüllen (Le Soleil: „C’est toi que j’en atteste, Fleuve noir“). Phaëton will auf dem Sonnenwagen die Erde erleuchten. Obwohl Le Soleil ihn davor warnt, dass seine menschlichen Kräfte dafür nicht ausreichen und er dem sicheren Tod entgegen gehe, beharrt Phaëton auf seinem Wunsch. Le Soleil ruft Fortuna an, sein Leben zu schonen.

### Fünfter Akt
Liebliche Landschaft, Morgendämmerung
Szene 1. Bei Tagesanbruch erscheint Phaëton auf dem Sonnenwagen am Horizont. Clymène zeigt ihn stolz einem der tributpflichtigen Könige und ruft das Volk herbei, um den Ruhm ihres Sohnes zu verkünden.
Szene 2. Epaphus fordert seinen Vater Jupiter auf, den Triumph seines Rivalen zu verhindern (Epaphus: „Dieu qui vous déclarez mon père“).
Szene 3. Libye beweint noch immer ihr Unglück, einen ungeliebten Mann heiraten zu müssen (Libye: „O rigoureux martyre“), als Epaphus zu ihr tritt und ihr wieder Hoffnung macht (Epaphus/Libye: „Hélas, une chaîne si belle“).
Szene 4. Merops und Clymène fordern das Volk auf, die neue Sonne zu feiern. Alle tanzen und singen fröhlich. Eine ägyptische Schäferin preist den schönen Tag, die vielen Blumen und die Freuden der Liebe.
Szene 5. Théone unterbricht die Tänze mit einer Warnung vor Phaëtons bevorstehendem Sturz, den ihr Vater vorausgesagt hat. Plötzlich breitet sich in der Luft eine furchterregende Flamme aus. Alle suchen vergeblich Zuflucht vor der Hitze (Chor: „Dieu, quel feu“).
Szene 6. Die Göttin der Erde fleht Jupiter um Schutz vor dem Feuer an. Ohne sein Eingreifen werden schon bald die Flüsse austrocknen und die Städte und Wälder verbrennen.
Szene 7. Unter den Blicken des versammelten Volks verliert Phaëton die Kontrolle über den Sonnenwagen. Alle rufen Jupiter an, sie und die Erde zu retten (Chor: „O Dieu qui lancez le tonnerre“).
Szene 8. Jupiter rettet die Welt, indem er einen Blitz auf den Sonnenwagen schleudert und den hochmütigen Phaëton vernichtet.

## Gestaltung

### Instrumentation
Die Orchesterbesetzung der Oper enthält die folgenden Instrumente:
- Blockflöte
- Flöte
- Oboe
- Fagott
- Streicher
- Basso continuo

### Musik
Da der Titelheld der Oper kein Liebender ist, sondern ein ehrgeiziger Aufsteiger, hat er keine Liebesarien. Er wird durch einen einfachen Dialog eingeführt und besitzt auch später nur wenige kurze Arien. Emotionen zeigen stattdessen vor allem Libye und Théone sowie Protée in seiner Weissagung. In der Literatur werden die folgenden Musikstücke hervorgehoben:
- I:1. Libye: „Heureuse une âme indifférente“: zweiteiliger Klagegesang in c-Moll mit Orchesterbegleitung.[1]
- I:5. Protée: „Prenez soin sur ces bords“: Schlafszene im 3/2-Takt.[2]
- I:7. Bildhafte Orchesterstücke zu den verschiedenen Verwandlungen Protées.[3]
- I:8. Protée: „Le sort de Phaëton“: Orakelspruch mit extremer „Fall“-Melodik. Die Partie des Bassisten ist nur in dieser Bass-Arie unabhängig vom Generalbass.[1]
- II:2. Théone: „Il me fuit l’inconstant“: „meisterhaftes Stück Lullyscher Kompositionskunst“ in zwei Teilen. Im ersten Teil eine freie Deklamation über einem fünftaktigen Bass-Ostinato, anschließend eine siebentaktige Gliederung mit Reprise.[1]
- II:4. Libye/Epaphus: „Que mon sort serait doux“: „gefühlsgeladenes Duett“.[2]
- III:1. Théone: „Ah Phaëton, est-il possible“: Refrainzeile mit spezieller Dakapo-Form.[1]
- III:6. Clymène: „Vous êtes son fils, je le jure“: bereits von Jean-Laurent Le Cerf de La Viéville als „bewundernswerte Stelle“ genannt.[2]
- IV:2. Chor: „Dans ce palais“: Wechsel von Chor und Solo-Sängerin, mit einprägsamer, schlichter und fröhlicher Melodie.[2]
- IV:2. Le Soleil: „C’est toi que j’en atteste, Fleuve noir“: weitere „bewundernswerte Stelle“ bei Le Cerf de La Viéville.[2]
- V:2. Epaphus: „Dieu qui vous déclarez mon père“: weitere „bewundernswerte Stelle“ bei Le Cerf de La Viéville.[2]
- V:3. Libye: „O rigoureux martyre“: Dacapo-Arie in französischer Manier.[1]
- V:3. Epaphus/Libye: „Hélas, une chaîne si belle“: weiteres „gefühlsgeladenes Duett“. Laut Le Cerf de La Viéville zog das Publikum dieses dem Duett im zweiten Akt vor, während Lully das erste präferierte.[2]

Die Oper enthält mehrere Divertissements: die Auftritte Protées und Tritons (I:5 und 7), die öffentliche Präsentation des königlichen Nachfolgers (II:5), der Auftritt der Furien im Isis-Tempel (III:5), die Freudentänze im Sonnenpalast (IV) und die Freudenfeier für Phaëtons Flug mit dem Sonnenwagen (V:4). Letztere endet abrupt mit dem Auftritt Théones. Der Schluss der Oper ist musikalisch von Chor und Orchester geprägt.

## Werkgeschichte
Das Libretto zu Lullys Tragédie en musique Phaëton stammt von Philippe Quinault. Es basiert auf Motiven aus dem ersten und zweiten Buch der Metamorphosen des römischen Dichters Ovid. Erste Vorarbeiten stammen von Jean Racine, der nach dem Erfolg von Lullys Oper Thésée 1675 ebenfalls einen Text für Lully schreiben wollte. Unter Mitwirkung von Nicolas Boileau entstand sein Fragment La chute de Phaéton, auf das Lully und Quinault 1682 für ihre neue Arbeit zurückgriffen. Sie konnten das Werk daher innerhalb von weniger als neun Monaten fertigstellen. Jean-Laurent Le Cerf de La Viéville zufolge verlangte Lully zwanzig Mal Änderungen an Szenen, die bereits von der Académie akzeptiert worden waren. Er legte besonderen Wert auf die Charakterisierung des Protagonisten als „ehrgeizig, aber nicht roh“. Le Cerf de La Viéville meinte, dass man Lully „das wenige an Galanterie, das diese Gestalt bewahrte“, verdankt.
Die Uraufführung fand am 6. Januar 1683 in Versailles statt. Da es auf der dortigen provisorischen Bühne keine Bühnenmaschinen gab, trugen die vom königlichen Hofmaler Jean Bérain gestalteten Kostüme besonders zum Erfolg der Produktion bei. Von ihnen ist eine Reihe kolorierter Radierungen erhalten.:18 Für die öffentliche Premiere am 27. April 1683 im Palais Royal in Paris schuf Bérain hingegen eine höchst prunkvolle Ausstattung. Die Aufführungsserie wurde nach dem Tod der Königin Maria Teresa am 30. Juli für eine dreißigtägige Trauerperiode unterbrochen und lief anschließend bis zum 12. oder 13. Januar 1684.

Jean Bérain: Skizzen zur Uraufführung 1683
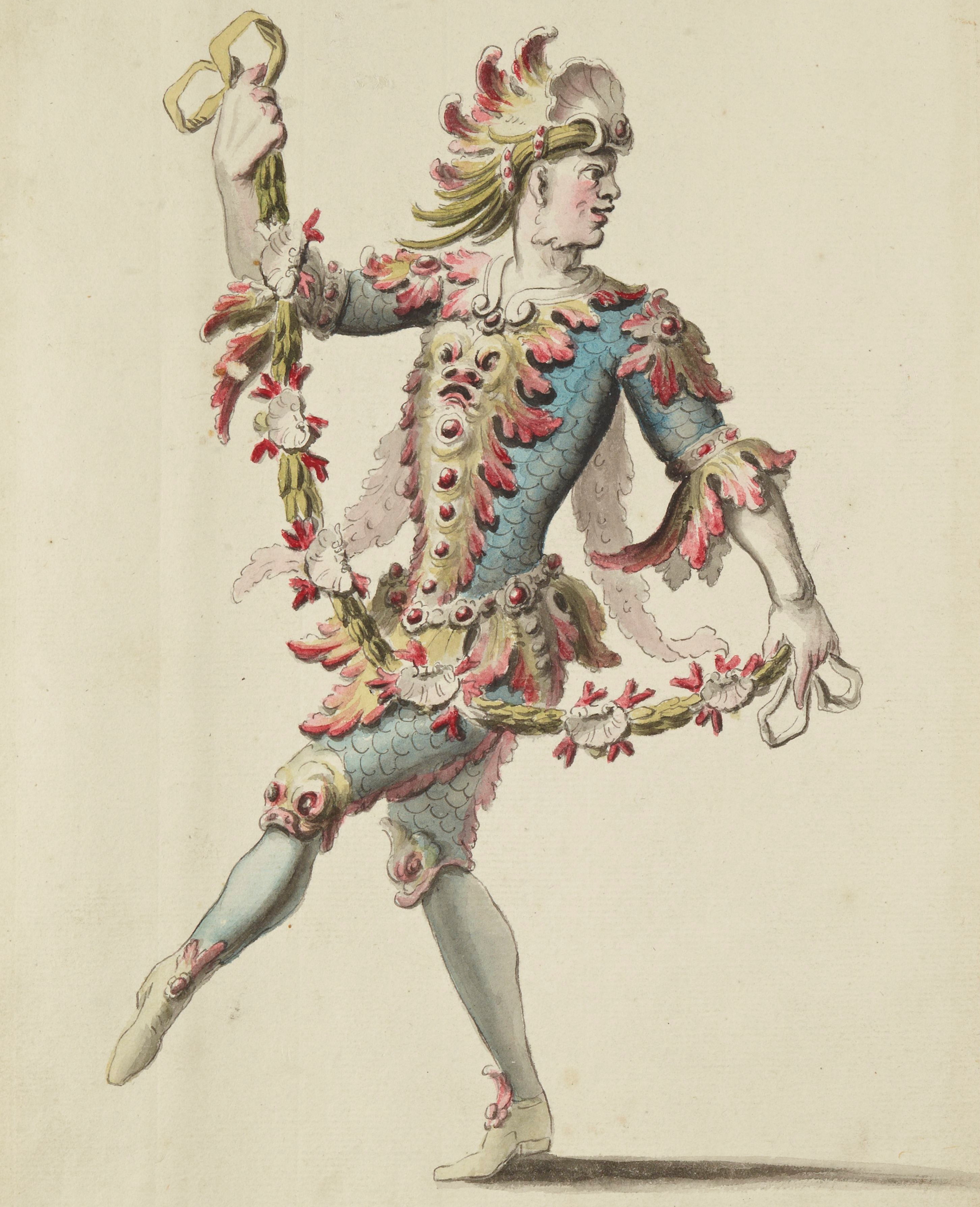
Tanzender Meeresgott
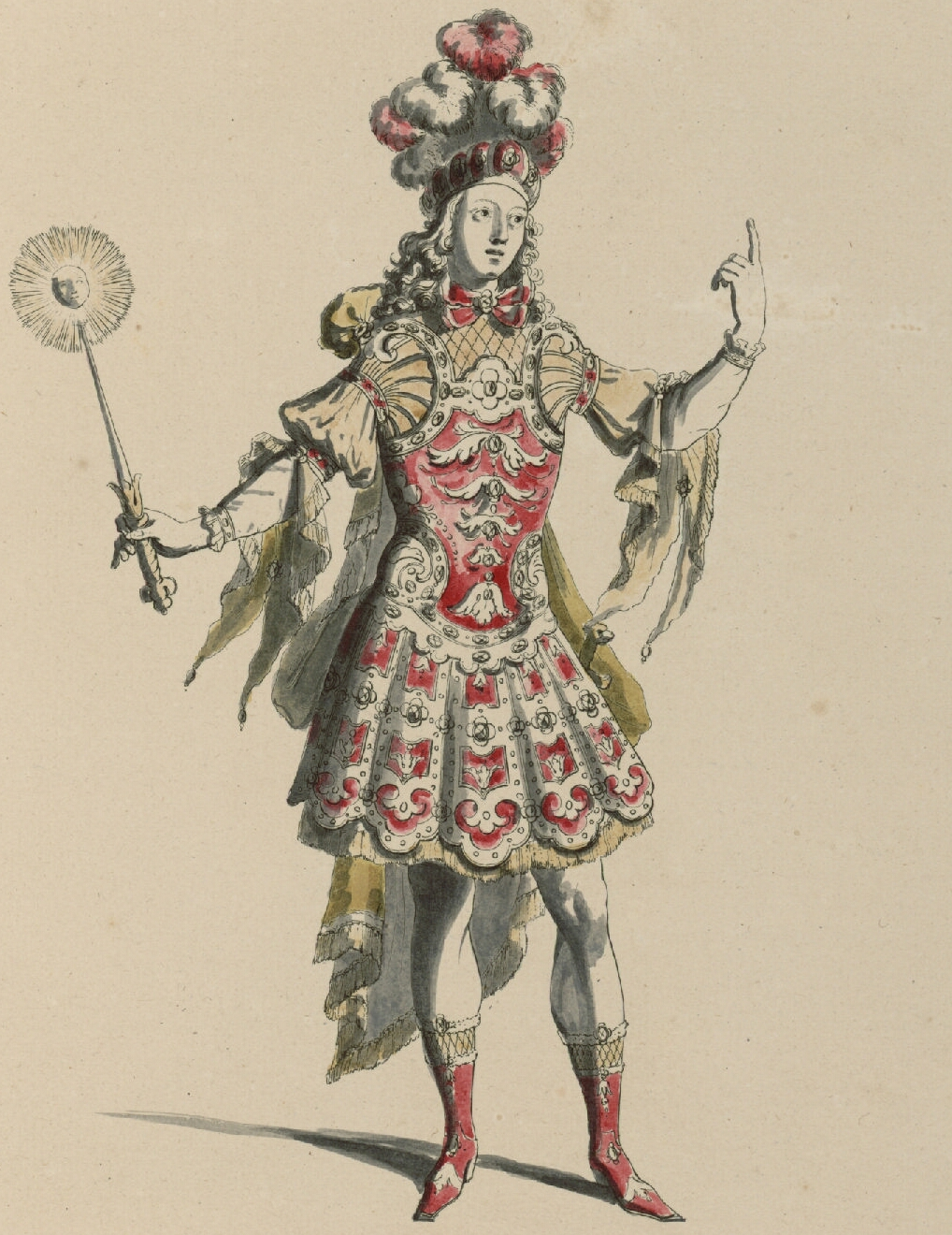
Le Soleil
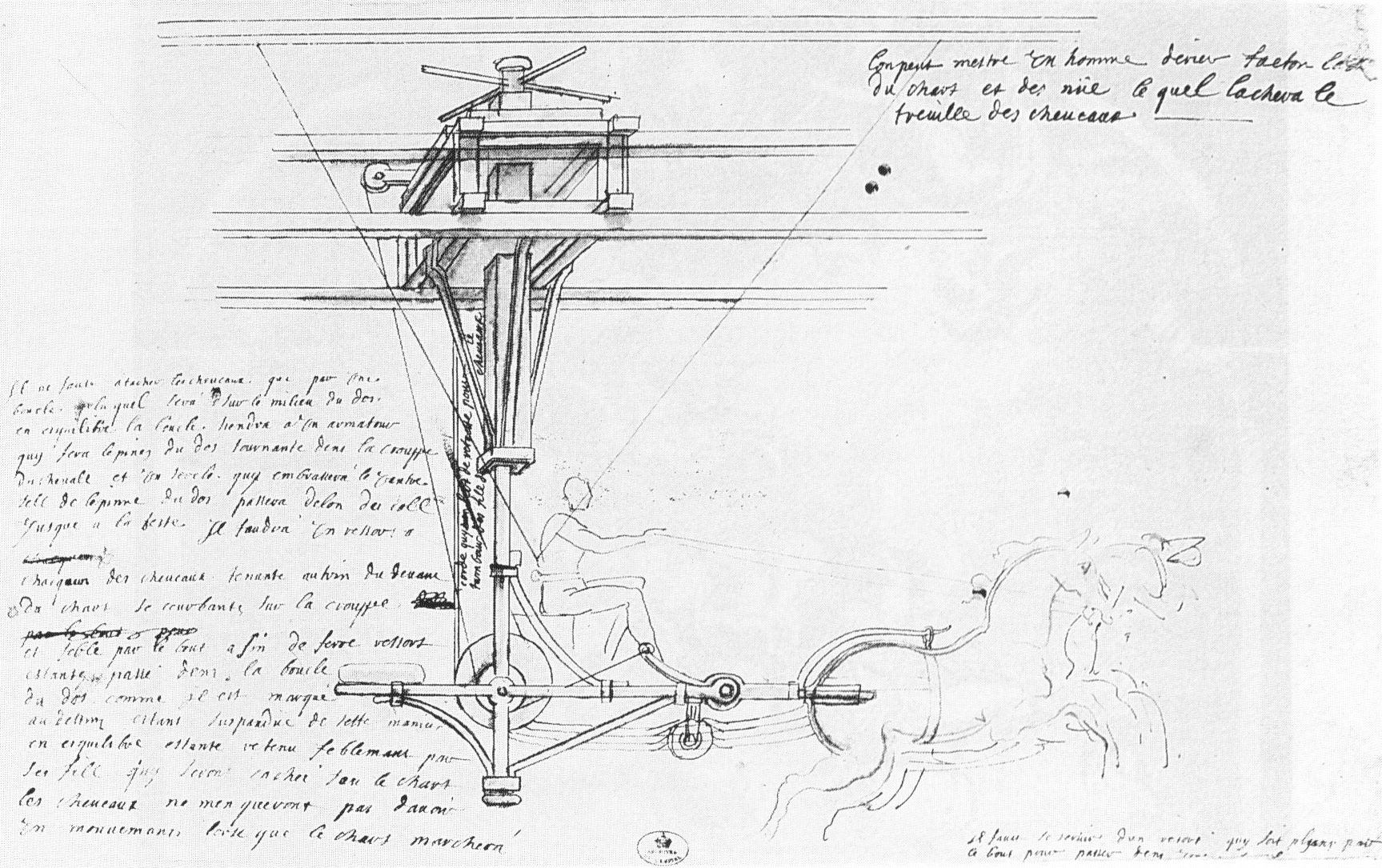
Konstruktionsskizze des Sonnenwagens

Der Erfolg war herausragend. Le Cerf de La Viéville bezeichnete Phaëton als „die Oper des Volks“ („L’Opera du Peuple“) und verglich sie damit mit Lullys anderen Opern Armide („die Oper der Frauen“), Atys („die Oper des Königs“) und Isis („die Oper der Musiker“). Parfaict zufolge geht dieser Beiname auf den großen Erfolg beim Publikum am 27. April zurück. Wiederaufnahmen am Hof und in der Académie royale gab es 1683, 1688, 1692, 1702, 1710, 1721, 1722, 1730, 1731, 1742/43. Der Prolog wurde noch 1749 vor Acis et Galatée und 1753 zur Feier der Geburt des duc d’Aquitaine gespielt.:252ff Auch im Rahmen der „appartements“, konzertanten Opernaufführungen für die königliche Familie, wurde der Phaëton immer wieder gespielt. Nachweisbar sind Aufführungen in den Jahren 1707 (Concert de Versailles), 1725, 1729 („Concert de réjouissance“ in den Tuileries), 1730 (zur Geburt des Dauphin in einer Galerie des Hôtel de Crouillon), 1735, 1737, 1739, 1740, 1741 und 1750 (Compiègne).:66f
Auswärtige Produktionen gab es in Marseille (1686, 1687, 1701, 1714, 1720), Amsterdam (1686, 1687?), Lyon (1688 zur Einweihung des Opernhauses, 1689, 1698, 1699, 1701, 1710), Rouen (1689), Toulouse (1690?), Brüssel (1696), Gent (1708), Den Haag (1710, 1718?), Lille (1718) und Dijon (1732). Außerdem wurden bis Mitte des 18. Jahrhunderts insgesamt 39 Musikstücke aus der Oper in Form von Parodien mit neuen Texten versehen und erreichten dadurch größere Popularität in Chansons oder geistlichen Liedern. Auch im Pariser Théâtre-Italien und auf dem Jahrmarkt wurden viele Parodien der Oper gezeigt.
Erst für die letzte Pariser Wiederaufnahme 1742 kürzten Jean-Féry Rebel und François Francœur das Werk und ergänzten im Gegenzug eine Bourrée (III:4) und eine ausgedehnte Chaconne (IV:1). Bis zu diesem Zeitpunkt war der Phaëton in der beinahe unveränderten Originalgestalt gespielt wurden.:87
Ein Klavierauszug von Théodore de Lajarte erschien vermutlich 1883 im Rahmen der Reihe Chefs-d’œuvre classiques de l’opéra français.
Paul Hindemith integrierte Teile der Musik, darunter die Air vom Ende des dritten Akts, in den Anfang des dritten Akts der 1952 entstandenen Zweitfassung seiner Oper Cardillac.
In neuerer Zeit wurde Phaëton 1985 in Kassel in einer Inszenierung von Herbert Wernicke gezeigt.
Die Opéra National de Lyon präsentierte das Werk 1992/93 unter der musikalischen Leitung von Marc Minkowski. In Zusammenhang mit dieser Produktion erschien auch eine Studioaufnahme auf CD.
2018 gab es eine Koproduktion der Oper Perm mit der Königlichen Oper des Schlosses von Versailles in einer Inszenierung von Benjamin Lazar mit einem Bühnenbild von Mathieu Lorry-Dupuy und Kostümen von Alain Blanchot. Das Ensemble Le Poème Harmonique und der Chor MusicAeterna spielten unter der Leitung von Vincent Dumestre. Die Titelrolle sang Mathias Vidal. Es handelte sich um die erste Aufführung einer Lully-Oper in Russland überhaupt. Ein Video-Mitschnitt wurde auf der Internetseite des französischen Fernsehens bereitgestellt.

## Aufnahmen
- 1993 – Marc Minkowski (Dirigent), Les Musiciens du Louvre-Grenoble, Ensemble Vocal Sagittarius.
 Virginie Pochon (Astrée und eine Tagesstunde), Laurent Naouri (Saturne und Protée), Véronique Gens (Libye), Jennifer Smith (Théone), Howard Crook (Phaëton), Rachel Yakar (Clymène), Jean-Paul Fouchécourt (Triton, Le Soleil und Göttin der Erde), Gerard Théruel (Epaphus), Philippe Huttenlocher (Merops), Jérôme Varnier (L’Automne und Jupiter), Florence Couderc (ägyptische Schäferin und eine Tagesstunde).
 Studioaufnahme.
 Erato 4509-91737-2 (2 CDs).[12]
- 25. Oktober 2012 – Christophe Rousset (Dirigent), Les Talens Lyriques, Chœurs de Chambre de Namur.
 Isabelle Druet (Astrée und Théone), Benoît Arnould (Saturne und Protée), Gaëlle Arquez (Libye), Emiliano Gonzalez Toro (Phaëton), Ingrid Perruche (Clymène), Cyril Auvity (Triton, Le Soleil und Göttin der Erde), Andrew Foster-Williams (Epaphus), Frédéric Caton (Merops, L’Automne und Jupiter), Virginie Thomas (eine Tagesstunde und ägyptische Schäferin).
 Live aus der Salle Pleyel in Paris.
 Aparté AP061 (harmonia mundi, 2 CDs).
 Preis der deutschen Schallplattenkritik 2014.[13]
- 1./2. Juni 2018 – Vincent Dumestre (Dirigent), Benjamin Lazar (Inszenierung), Mathieu Lorry-Dupuy (Bühne), Kostüme: Alain Blanchot, Le Poème Harmonique, MusicAeterna.
 Elizaveta Sveshnikova (Astrée und eine Tagesstunde), Lisandro Abadie (Saturne, Epaphus und Jupiter), Éva Zaïcik (Libye), Victoire Bunel (Théone), Mathias Vidal (Phaëton), Léa Trommenschlager (Clymène), Viktor Shapovalov (Protée und äthiopischer König), Cyril Auvity (Triton, Le Soleil und Göttin der Erde), Aleksandre Egorov (Merops), Alfiya Khamidullina (eine Tagesstunde).
 Video, live aus der Königlichen Oper des Schlosses von Versailles.
 Videostream des französischen Fernsehens; vom Label Chateau de Versailles auch als DVD mit Doppel-CD herausgegeben.[11]